# Gastronomía de China

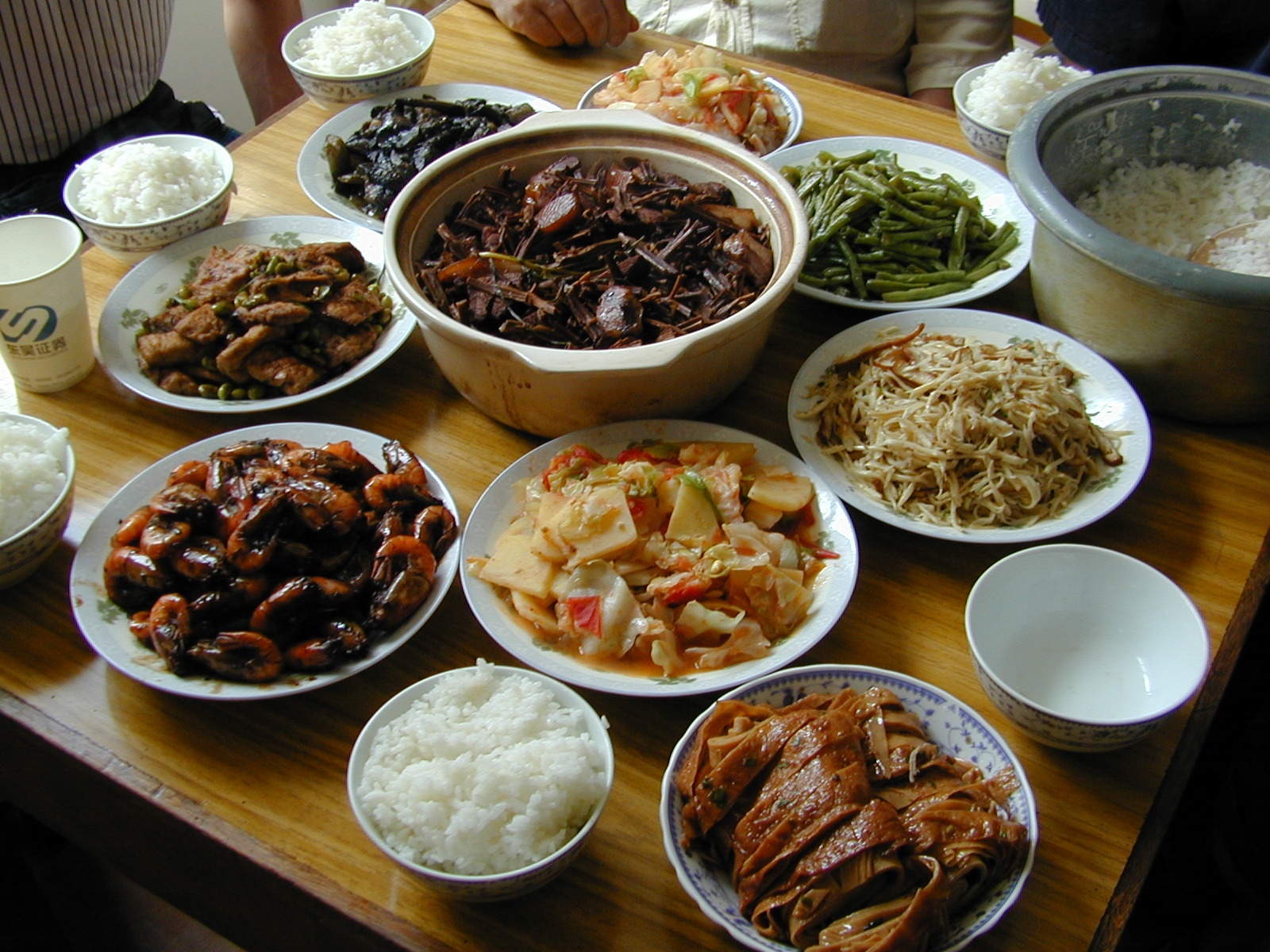
Platos típicos en la ciudad Suzhou: arroz blanco, camarones, berenjena, y tofu fermentado, vegetales, pato, y una fuente central con carne y brotes de bambú.

La gastronomía china (中国飲食 Zhōngguó yǐnshí) es una de las más ricas debido a la antigua tradición culinaria del país, y está muy ampliamente representada en el mundo.[cita requerida] Se puede decir que originariamente procede de diferentes regiones de China, que se ha expandido a otras partes del mundo — desde el sureste de Asia pasando por el continente americano hasta toda Europa. 
La moda china está íntimamente relacionada no solo con la sociedad, sino también con la filosofía y la medicina chinas. Distingue entre el cai (verduras cocinadas y por extensión todo lo que acompaña los cereales) y los cereales en sí, el fan. Los alimentos yin (femeninos) son alimentos tiernos y ricos en agua como las frutas y las verduras, y tienen un efecto refrescante. Los alimentos yang (masculinos) incluyen los platos fritos, especiados y a base de carnes, y sirven para recalentar. Si toda comida tiene que armonizar los sabores, las comidas chinas tienen también que buscar un equilibrio entre lo frío y lo caliente, los colores y la consistencia de los diversos alimentos. Por ello las técnicas culinarias chinas son numerosas y particularmente variadas.
La sucesión de platos tal y como se conoce en los países occidentales es sustituida por la búsqueda del equilibrio entre los cinco sabores básicos (dulce, salado, ácido, amargo y picante). Por ello, los platos con sabor exclusivamente dulce solo se ofrecen al final de los festines dados con motivo de grandes celebraciones. La vista también desempeña un papel importante en la presentación de los platos. Algunos platos se sirven con fines esencialmente terapéuticos, como los nidos de golondrinas o las aletas de tiburones que son ingredientes insípidos. El concepto de la complementariedad entre lo frío y lo caliente, heredado de la medicina china, se toma particularmente en cuenta en la gastronomía del sur de este país.
Existen numerosos estilos regionales, religiosos y étnicos de cocina china dentro y fuera del país. La cocina china es muy diversa y se suele clasificar en divisiones provinciales, aunque estas clasificaciones provinciales constan de muchos más estilos dentro de sí mismas. Las Cuatro Grandes Tradiciones más alabadas de la cocina china son Chuan, Lu, Yue y Huaiyang, que representan las cocinas del oeste, norte, sur y este de China, respectivamente. Las ocho cocinas modernas de China son Anhui (徽菜; Huīcài), Guangdong (粤菜; Yuècài), Fujian (闽菜; Mǐncài), Hunan (湘菜; Xiāngcài), Jiangsu (苏菜; Sūcài), Shandong (鲁菜; Lǔcài), Sichuan (川菜; Chuāncài) y Zhejiang (浙菜; Zhècài).

## Componentes

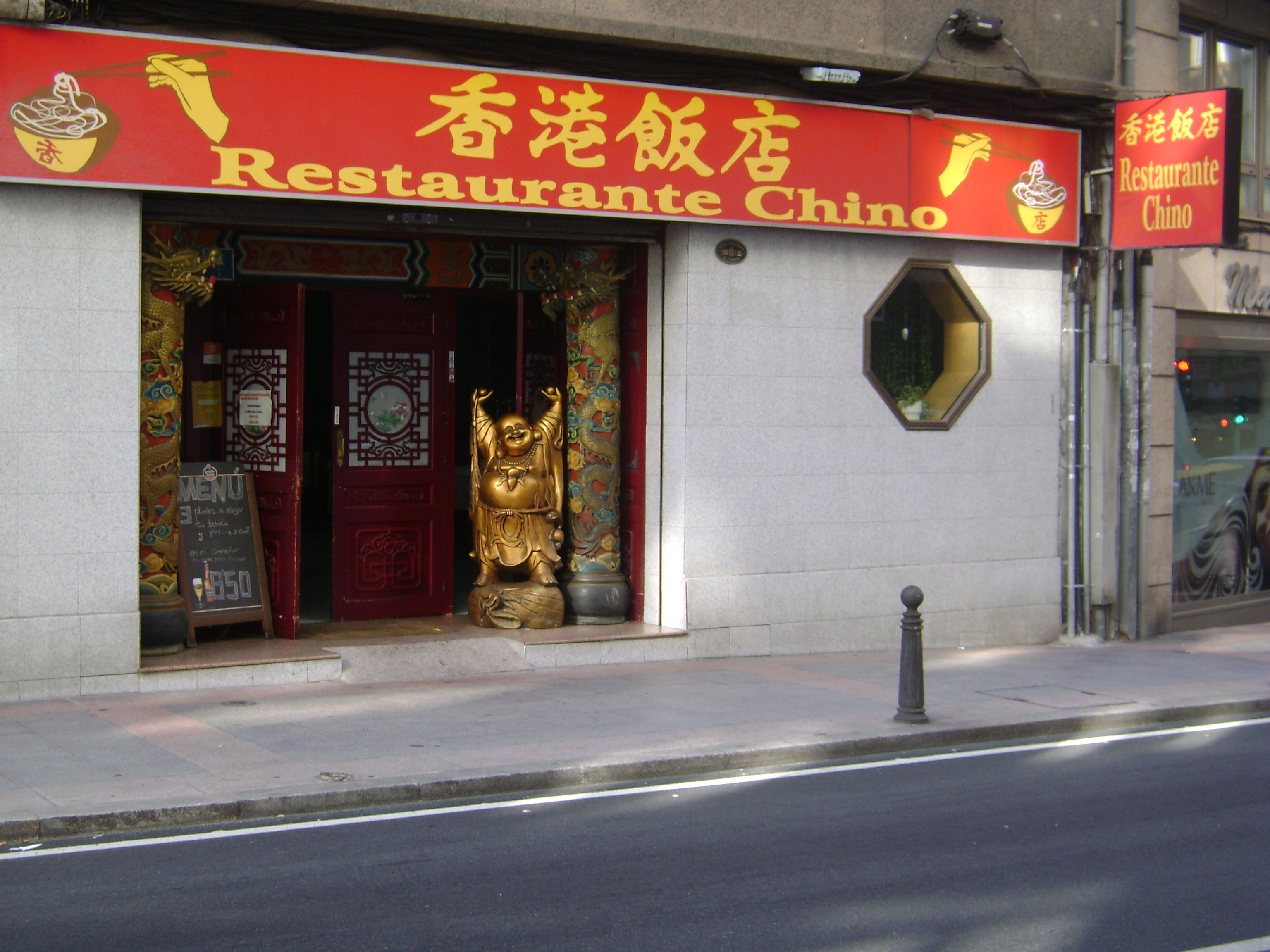
Restaurante chino en La Coruña, Galicia (España).

Tal y como se sabe, el componente básico es el arroz, este componente es crítico y unificador de muchos platos de la cocina china por lo cual es fundamental. Unificador por existir innumerables variantes regionales en muchas partes de China, pero este ingrediente está presente en todos ellos, en especial en el sur de China. Por el contrario, los productos basados en trigo que incluyen la pasta y los panecillos al vapor son predominantes en el norte de China donde el arroz no es tan dominante en los platos. A pesar de la importancia del arroz en la cocina china, en casos extremadamente formales, si no se ha servido arroz y ya no existen platos sobre la mesa, en este caso, se sirve arroz a los comensales. La sopa que se sirve generalmente al final de la comida para saciar de esta forma el apetito del comensal. La costumbre de servir sopa al comienzo de las comidas proviene de las costumbres culinarias de Occidente en estos tiempos modernos.
El movimiento vegetariano en China es casi nulo y, si existe, suele ser de origen budista. Muchas de las verduras en la cocina china no se sirven crudas debido a que tradicionalmente se empleaban las deposiciones humanas como abono para el cultivo.
Los frecuentes periodos de hambruna que tradicionalmente han asolado el país han llevado a los chinos a elaborar recetas que permitieran acomodar todas las partes comestibles de los animales, como tripas, cartílagos, cabezas, garras de aves, etcétera.
El té es la bebida más consumida en China y también los bloques de te fueron un método de pago
. Tradicionalmente, la cerveza y el alcohol de arroz se reservan para celebraciones y fiestas. En las comidas de todos los días, no se sirven bebidas y los comensales sacian su sed con sopas y caldos. La cocina tradicional china no emplea leche debido a la intolerancia a la lactosa, que es muy frecuente en muchos países asiáticos.
Los postres son menos típicos en la cocina china que en las gastronomías de occidente ya que no es costumbre que las comidas finalicen con un postre. Las comidas dulces se introducen a menudo durante el transcurso de la comida sin distinción. Por ejemplo, las frutas se emplean como acompañamiento de algunos platos. Por lo tanto los postres no existen en la cocina china. Lo que podemos mencionar como postre son platos dulces, muchos de ellos fritos e incorporan la pasta de judía roja (dousha). El matuan y el doushabao se rellenan con dousha y se toman a menudo como desayuno, el dousha se toma a menudo con los panecillos al vapor, algunos de ellos tiene forma de pera, un símbolo cultural importante en China. Otro plato dulce es el babao fan (八寶飯) o "pudin de arroz ocho tesoros".
El tofú es un invento chino. Constituye la base de una decena de alimentos que se consumen frecuentemente debido a su precio económico. El tofú se consume acompañado por féculas: en el sur de China se acompaña de arroz cocido al vapor sin otro añadido y en el norte de China se consume con pasta, crêpes o panes de harina de trigo cocidos al vapor.

### Palillos
En la cocina china los palillos se emplean como utensilios o cubertería para comer alimentos sólidos, mientras que las sopas y otros líquidos se toman con una cuchara especial con el fondo plano (tradicionalmente hecha de cerámica). Se puede comprobar que los palillos de madera están cediendo su uso debido a la escasez de madera y a la excesiva tala de árboles en China y en el este de Asia, muchos chinos en la actualidad comen en los establecimientos públicos con palillos hechos de bambú o de plástico que respetan más el medioambiente. En el pasado se elaboraron estos palillos con materiales más caros tales como el marfil y la plata. Por otra parte, se tiene a veces la costumbre poco higiénica en algunos pequeños restaurantes de reutilizar los palillos. En la mayoría de los platos de la cocina china, los alimentos se preparan en pequeñas porciones (por ejemplo, los vegetales, la carne, el doufu), para que se puedan comer directamente pinzados con los palillos. Tradicionalmente la cultura china ha considerado el empleo de cuchillo y tenedor en la mesa como un acto "bárbaro" debido a que estos cubiertos se emplean en la guerra como armas.
El pescado se elabora cocido y se sirve entero, los comensales pinzan los trozos de pescado y se comen pedazos del mismo. Esta forma de servir el pescado garantiza al comensal que está comiendo un pescado lo más fresco posible. Un dicho chino reza: "incluyendo cabeza y cola"; haciendo referencia al cumplimiento completo de una cierta tarea, en este caso, es similar el dicho para la forma de servir el pescado.

### Usos
En una comida china, cada comensal tiene su propio cuenco de arroz y los platos se sirven con carácter comunal a una mesa en un cuenco o bandeja, esta forma es conocida en algunas cocinas occidentales como "estilo familiar". En la comida cada comensal toma parte de los platos comunales pinzando con los palillos pedazo a pedazo; este es un contraste evidente con los usos culinarios de Occidente en el que se sirve individualmente en los platos al comienzo de las comidas. Muchos de los habitantes de China se sienten incómodos permitiendo que una persona introduzca sus propios palillos (que quizás tienen trazas de saliva) en los platos comunales, por esta higiénica razón se sirven a menudo unos platos aparte para que se pueda separar estos alimentos.

## Condimentos
- Polvo Cinco Especias o Polvo Cinco Sabores: Es un curry preparado con anís estrellado, semillas de hinojo, clavo de olor, canela y pimienta szechuan. Es conocido como Um Gion Fan (cinco sabores). Se utiliza para marinar o cocinar.
- Brotes de soja o "Dientes de Dragón"
- Salsa de tamarindo
- Porotos o alubias Tausi o Porotos Negros Salados.
- Pak Choy
- Algas
- Camarones seco
- Pulpo crudo
- Cebollino
- Cebollín
- Ciboulette
- Cebolla de primavera
- Jengibre
- Fideos de arroz
- Pimienta Szechuan, en realidad no es una pimienta sino las bayas secas del espinoso árbol de fresno, autóctono de Szechuan. Sus granos se deben tostar en un wok y luego molerlo en un mortero.
- Aceite de sésamo, es uno de los sabores más característicos de la cocina china. Se obtiene prensando en frío las semillas de sésamo tostadas.
- Vino de arroz. Elaborado a partir de glutinoso o mijo glutinoso fermentado, y añejado durante diez años o más. El vino de arroz es un líquido dulce y con baja graduación alcohólica. Se consume tanto para beber como para cocinar.
- Salsa de ostras
- Salsa de pescado
- Salsa agridulce
- Brotes de bambú
- Salsa soja
- Almendra
- Champiñón
- Seta
- Agar-agar
- Maicena
- ajo
- aceite

## Comidas
- Fideos instantáneos
- Fideos chinos
- Chop suey
- Lumpiá
- Pato laqueado a la pekinesa
- Lo mein
- Chow mein
- sualsa aul peyu
- Sopa wantán
- Wanton mee
- Rollito de primavera
- Char kway teow
- Zongzi
- Baozi
- Mantou
- Panqueque chino
- Cerdo agridulce
- Pollo con arroz de Hainan
- Pollo Kung Pao
- Wantán
- Arroz frito
- Ternera mongola

## Variantes locales

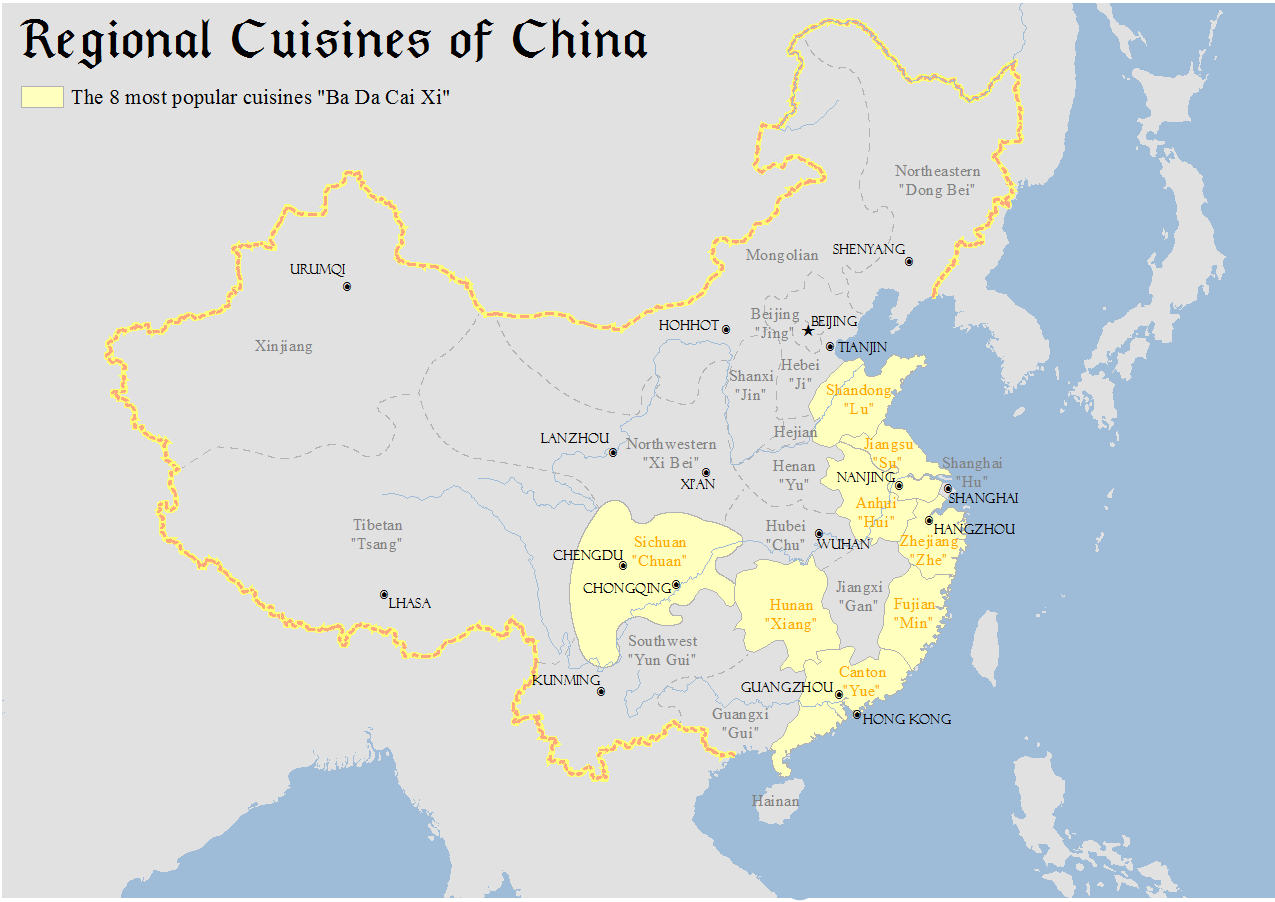
Mapa de las cocinas regionales de China.

La cantidad de variantes regionales en la cocina china es inmensa, tal y como corresponde a un país de esta extensión. Las cocinas regionales pueden enumerarse como:

### Regiones principales de China
Los nombres de las gastronomías derivan de la región excepto donde se indica
- Gastronomía del norte de China
- Gastronomía mandarina o pekinesa
- Gastronomía de Jiang-Huai
- Gastronomía de Cantón (provincia de Guangdong)
- Gastronomía de Chiuchow (región de Chaozhou, Guangdong)
- Gastronomía de Hakka (Grupo étnico de Hakka)
- Gastronomía de Hunan
- Gastronomía de Shanghái
- Gastronomía de Sichuan
- Gastronomía de Fujian
- Gastronomía de Yunnan
- Gastronomía de Hainan

### Otras regiones
- Gastronomía de Hong Kong
- Gastronomía de Macao
- Gastronomía de Taiwán
- Gastronomía de Nanyang